# Jonathan Groff

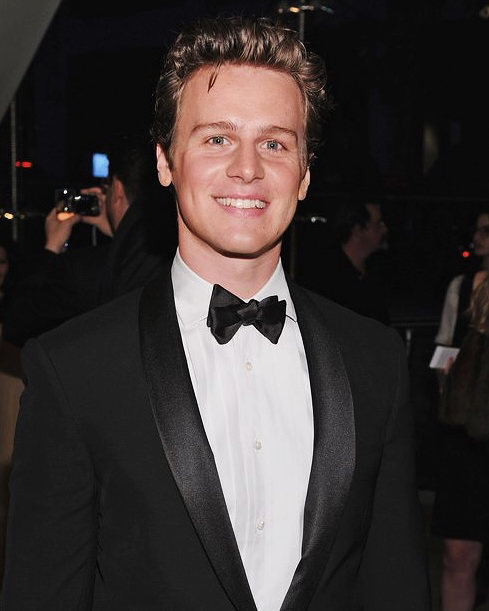
Jonathan Groff (2011)

Jonathan Groff (* 26. März 1985 in Lancaster, Pennsylvania) ist ein US-amerikanischer Film- und Theaterschauspieler sowie Sänger.

## Leben

### Kindheit, Jugend und Persönliches
Jonathan Groff, der Sohn von Jim und Julie Groff, wuchs in Ronks, einer kleinen Landgemeinde in Lancaster County auf, und besuchte bis 2003 die Conestoga Valley High School in Lancaster. Nach seinem Schulabschluss zog er nach New York City, um sich von dort aus eine Karriere als Schauspieler aufzubauen. Um sich finanziell über Wasser halten zu können, arbeitete er unter anderem als Kellner in einer Gaststätte in Hell’s Kitchen (Manhattan) und auch als Sozialarbeiter in einem Theatercamp für Jugendliche.
Groff lebt in New York City. 2009 war er mit Gavin Creel in einer Beziehung und hatte sein öffentliches Coming-out bei einer politischen Demonstration für LGBTQIA+ Rechte in Washington, D.C. Bis Juli 2013 war er mit dem Schauspieler Zachary Quinto in einer Beziehung.

### Karriere
Im Gegensatz zu vielen Jungschauspielern, die zuerst bei Film und Fernsehen und erst später am Theater berühmt werden, feierte Groff sein Schauspieldebüt von Oktober bis Dezember 2005 im Musical In My Life am Broadway. Nach einjähriger Abwesenheit vom Broadway war er danach von November 2006 bis Mai 2008 für die Rolle des Melchior Gabor im Musical Spring Awakening engagiert. 2007 war er für drei der bedeutendsten Theaterpreise nominiert, den Tony Award, den Drama Desk Award und den Theatre World Award, mit dem er auch ausgezeichnet wurde. Zeitgleich stand Groff in weiteren Theaterproduktionen auf der Bühne, darunter im Sommer 2008 in Hair.
2007 wurde Groff von einem Fernsehproduzenten entdeckt, so dass er in elf Episoden der US-Seifenoper Liebe, Lüge, Leidenschaft erstmals vor der Kamera zu sehen war. 2008 spielte er im Filmdrama Pretty/Handsome an der Seite von Joseph Fiennes und Robert Wagner. Seinen Durchbruch als Filmschauspieler hatte er 2009 mit seiner Darstellung des Musikproduzenten Michael Lang im Film zur Geschichte des Woodstock-Festivals, Taking Woodstock.
Von 2010 bis 2015 hatte er eine wiederkehrende Nebenrolle in der Fernsehserie Glee. 2013 lieh er für den Disney-Film Die Eiskönigin – Völlig unverfroren dem Eishändler Kristoff seine Stimme.
Am 3. März 2015 trat er dem US-amerikanischen Musical Hamilton bei, in dem er die Rolle des Königs Georg III innehatte und seinen Vorgänger Brian d’Arcy James ablöste. Zusammen mit dem Rest der Besetzung des Musicals gewann Groff einen Grammy in der Kategorie Best Musical Theater Album und wurde für einen Tony Award in der Kategorie Bester Nebendarsteller in einem Musical nominiert.
Von 2017 bis 2019 hatte er die Hauptrolle in der von Netflix produzierten Serie Mindhunter inne. Dort spielte er den FBI-Agenten Holden Ford, der sich mit der ausführlichen Befragung von Serienkillern befasst, um die Kriminalpsychologie voranzutreiben.
In M. Night Shyamalans Thriller Knock at the Cabin (2023) ist Groff gemeinsam mit Ben Aldridge als Ehepaar zu sehen, das im Urlaub von Fremden überfallen und gefangen genommen wird.
2024 konnte Groff einen Tony Award in der Kategorie Bester Hauptdarsteller in einem Musical für seine Rolle in dem Musical Merrily We Roll Along gewinnen. Ab März 2025 spielte Groff den Hauptdarsteller im Musical Just in Time am New Yorker Broadway, das das Leben von Bobby Darin darstellt.

## Filmografie (Auswahl)
- 2007: Liebe, Lüge, Leidenschaft (One Life to Live, Fernsehserie, 11 Folgen)
- 2008: Pretty/Handsome (Fernsehfilm)
- 2009: Taking Woodstock
- 2009: Good Wife (The Good Wife, Fernsehserie, eine Folge)
- 2010: Twelve Thirty
- 2010: Die Lincoln Verschwörung (The Conspirator)
- 2010–2015: Glee (Fernsehserie, 14 Folgen)
- 2012: Boss (Fernsehserie, 10 Folgen)
- 2013: C.O.G.
- 2013: Die Eiskönigin – Völlig unverfroren (Frozen, Stimme von Kristoff)
- 2014: The Normal Heart (Fernsehfilm)
- 2014: American Sniper
- 2014–2015: Looking (Fernsehserie, 18 Folgen)
- 2015: Die Eiskönigin – Party-Fieber (Frozen Fever, Stimme von Kristoff)
- 2017–2019: Mindhunter (Fernsehserie, 19 Folgen)
- 2017: Die Eiskönigin – Olaf taut auf (Olaf’s Frozen Adventure, Stimme von Kristoff)
- 2019: Die Eiskönigin II (Frozen II, Stimme von Kristoff)
- 2020: Hamilton
- 2021: Matrix Resurrections (The Matrix Resurrections)
- 2021: Invincible (Fernsehserie, Stimme, eine Folge)
- 2022: And Just Like That … (Fernsehserie, eine Folge)
- 2022: Beth und das Leben (Life & Beth, Fernsehserie, eine Folge)
- 2023: Knock at the Cabin
- 2024: A Nice Indian Boy
- 2024–2025: Doctor Who (Fernsehserie, 2 Folgen)

## Diskografie

### Singles
| Jahr                           | Titel Album                                                   | Höchstplatzierung, Gesamtwochen, AuszeichnungChartplatzierungen (Jahr, Titel, Album, Platzierungen, Wochen, Auszeichnungen, Anmerkungen) | Höchstplatzierung, Gesamtwochen, AuszeichnungChartplatzierungen (Jahr, Titel, Album, Platzierungen, Wochen, Auszeichnungen, Anmerkungen) | Anmerkungen                                                                       |
| Jahr                           | Titel Album                                                   | UK | US | Anmerkungen                                                                       |
| ------------------------------ | ------------------------------------------------------------- | --- | --- | --------------------------------------------------------------------------------- |
| Singles als Teil von Glee Cast |                                                               | | |                                                                                   |
|                                |                                                               | | |                                                                                   |
| 2010                           | Highway to Hell The Music, The Complete Season One            | UK89 (1 Wo.)UK | — | Erstveröffentlichung: April 2010                                                  |
| 2010                           | Hello The Music, Volume 3 Showstoppers                        | UK35 (2 Wo.)UK | US35 (1 Wo.)US | Erstveröffentlichung: April 2010                                                  |
| 2010                           | Like a Prayer The Music, The Power of Madonna                 | UK16 (4 Wo.)UK | US27 (2 Wo.)US | Erstveröffentlichung: April 2010                                                  |
| 2010                           | Like a Virgin The Music, The Power of Madonna                 | UK58 (1 Wo.)UK | US87 (1 Wo.)US | Erstveröffentlichung: April 2010                                                  |
| 2010                           | Total Eclipse of the Heart The Music, Volume 3 Showstoppers   | UK9 (5 Wo.)UK | US16 (2 Wo.)US | Erstveröffentlichung: Mai 2010                                                    |
| 2010                           | Run Joey Run The Music, The Complete Season One               | UK27 (3 Wo.)UK | US61 (1 Wo.)US | Erstveröffentlichung: Mai 2010                                                    |
| 2010                           | Another One Bites the Dust The Music, The Complete Season One | — | US79 (1 Wo.)US | Erstveröffentlichung: Juni 2010                                                   |
| 2010                           | Bohemian Rhapsody The Music, The Complete Season One          | UK67 (1 Wo.)UK | US84 (1 Wo.)US | Erstveröffentlichung: Juni 2010                                                   |
| 2011                           | Rolling in the Deep The Music, Volume 6                       | UK49 (1 Wo.)UK | US29 (2 Wo.)US | Erstveröffentlichung: Mai 2011                                                    |
| Solosingles                    |                                                               | | |                                                                                   |
|                                |                                                               | | |                                                                                   |
| 2019                           | Some Things Never Change Die Eiskönigin II (O.S.T.)           | UK73 Gold · (7 Wo.)UK | US— GoldUS | Erstveröffentlichung: 15. November 2019 mit Idina Menzel, Kristen Bell & Josh Gad |
| 2019                           | Lost In The Woods Die Eiskönigin II (O.S.T.)                  | UK99 Silber · (1 Wo.)UK | US— PlatinUS | Erstveröffentlichung: 15. November 2019                                           |

Weitere Lieder
- 2013: Reindeer(s) are Better Than People (UK: Silber, US: Platin)
- 2015: You’ll Be Back (von Hamilton) (UK: Gold, US: Platin)
- 2015: What Comes Next (von Hamilton) (UK: Silber)